# Hajariya
Hajariya – gaun wikas samiti w środkowej części Nepalu  w strefie Dźanakpur w dystrykcie Sarlahi. Według nepalskiego spisu powszechnego z 2001 roku liczył on 2402 gospodarstw domowych i 13738 mieszkańców (6625 kobiet i 7113 mężczyzn).